# LPGA Tour 2023
 (mai 2025).
Si vous disposez d'ouvrages ou d'articles de référence ou si vous connaissez des sites web de qualité traitant du thème abordé ici, merci de compléter l'article en donnant les références utiles à sa vérifiabilité et en les liant à la section « Notes et références ».
Navigation
Édition précédente Édition suivante
Le LPGA Tour 2023 est la soixante-quatorzième  édition du Ladies Professional Golf Association Tour (LPGA), circuit professionnel féminin de golf, qui se déroule du 19 janvier 2023 au 19 novembre 2023. Axée sur les États-Unis, la LPGA prend en compte également des tournois qui se déroulent hors des frontières américaines, ainsi cette saison voit des tournois programmés en Thaïlande, à Singapour, en Chine, en France, en Écosse, en Angleterre, en Irlande du Nord, au Canada, en Taïwan, en Corée du Sud, en Malaisie et au Japon. Cette soixante-quatorzième édition de ce circuit permet de proposer un certain nombre de tournois professionnels destinés aux femmes en dehors des compétitions amateurs. La volonté de la professionnalisation des golfeuses leur permet désormais de gagner de l'argent en jouant au golf.
Cette saison comporte trente-deux tournois, soit autant qu'en 2022, auxquels sont insérées des dotations financières en fonction du résultat de la golfeuse. Cinq de ces tournois sont considérés comme « tournoi majeur » - le Championnat Chevron, le Championnat de la LPGA, l'Open américain, le Championnat Amundi Evian et l'Open britannique - et sont considérés comme les plus prestigieux et difficiles à remporter.
L'Américaine Lilia Vu est désignée « Joueuse de l'année de la LPGA » (« Player of the Year ») pour la première fois de sa carrière et remporte le classement des gains avec un montant de 3 502 303 $ de gains en gagnant quatre victoires dont deux tournois majeurs : le Championnat Chevron et l'Open britannique. Les trois autres tournois majeurs sont remportés par la Chinoise Ruoning Yin (Championnat de la LPGA), Allisen Corpuz (Open américain) et la Française Céline Boutier (Championnat Amundi Evian). Enfin, le « Trophée Vare » récompensant la golfeuse ayant la moyenne de score la plus basse de la saison est également remporté par la Thaïlandaise Atthaya Thitikul pour la troisième fois.

## Histoire
Pour l'organisation de cette soixante-quatorzième édition, la majorité des tournois se disputent aux États-Unis. Comme la saison précédente, la LPGA décide d'organiser des tournois hors des frontières des États-Unis avec la tenue de tournois programmés en Thaïlande, à Singapour, en Chine, en France, en Écosse, en Angleterre, en Irlande du Nord, au Canada, en Taïwan, en Corée du Sud, en Malaisie et au Japon. La majorité des joueuses sont des golfeuses principalement américaines professionnelles et amateures mais la LPGA intègre aussi de nombreuses golfeuses étrangères. Le calendrier fait débuter la saison par le Tournoi des Champions d'Hilton Grand Vacations remporté par la Canadienne Brooke Henderson. 
L'Américaine Lilia Vu est désignée « Joueuse de l'année de la LPGA » (« Player of the Year ») pour la première fois de sa carrière et remporte le classement des gains avec un montant de 3 502 303 $ de gains en gagnant quatre victoires dont deux tournois majeurs : le Championnat Chevron et l'Open britannique. Les trois autres tournois majeurs sont remportés par la Chinoise Ruoning Yin (Championnat de la LPGA), Allisen Corpuz (Open américain) et la Française Céline Boutier (Championnat Amundi Evian).

## Participantes à la saison LPGA 2023
Les participantes ont deux statuts. Certaines sont devenues professionnelles mais de nombreuses amateures prennent également part aux tournois sans toutefois pouvoir recevoir le montant des gains en raison de leur statut.
| Participantes        | Participantes    | Participantes       | Participantes    | Participantes    |
| Professionnelles     | Professionnelles | Professionnelles    | Professionnelles | Professionnelles |
| -------------------- | ---------------- | ------------------- | ---------------- | ---------------- |
| Pajaree Anannarukarn | Céline Boutier   | Ashleigh Buhai      | Carlota Ciganda  | Allisen Corpuz   |
| Ayaka Furue          | Linn Grant       | Hannah Green        | Nasa Hataoka     | Brooke Henderson |
| Charley Hull         | Mone Inami       | Megan Khang         | Grace Kim        | Hyo-joo Kim      |
| Cheyenne Knight      | Jin-young Ko     | Nelly Korda         | Minjee Lee       | Xiyu Lin         |
| Leona Maguire        | Alexa Pano       | Hae-ran Ryu         | Yuka Saso        | Elizabeth Szokol |
| Atthaya Thitikul     | Lilia Vu         | Chanettee Wannasaen | Angel Yin        | Ruoning Yin      |
| Amy Yang             | Rose Zhang       |                     |                  |                  |

## Classements saison 2023

### Joueuse de l'année («Player of the year»)
| Cla. | Golfeuses        | Points |
| ---- | ---------------- | ------ |
| 1    | Lilia Vu         | 203    |
| 2    | Céline Boutier   | 169    |
| 3    | Ruoning Yin      | 142    |
| 4    | Allisen Corpuz   | 105    |
| 5    | Hyo-joo Kim      | 97     |
| 6    | Jin-young Ko     | 87     |
| 7    | Atthaya Thitikul | 81     |
| 8    | Minjee Lee       | 79     |
| -    | Angel Yin        | 79     |
| 10   | Charley Hull     | 76     |
| 11   | Amy Yang         | 74     |
| 12   | Xiyu Lin         | 70     |
| 13   | Megan Khang      | 67     |
| 14   | Nelly Korda      | 65     |
| -    | Yuka Saso        | 65     |

### Tableau des gains («Money list»)
Le tableau ci-dessous est le classement des golfeuses par gains obtenus sur cette saison 2023. Le classement par gains est remporté par Lilia Vu avec 3 502 303 $ remportés.
| Cla. | Golfeuses        | Gains       | Victoires |
| ---- | ---------------- | ----------- | --------- |
| 1    | Lilia Vu         | 3 502 303 $ |           |
| 2    | Amy Yang         | 3 165 834 $ |           |
| 3    | Allisen Corpuz   | 3 094 813 $ |           |
| 4    | Ruoning Yin      | 2 894 677 $ |           |
| 5    | Céline Boutier   | 2 797 054 $ |           |
| 6    | Charley Hull     | 2 395 650 $ |           |
| 7    | Hyo-joo Kim      | 2 123 856 $ |           |
| 8    | Nasa Hataoka     | 1 988 216 $ |           |
| 9    | Yuka Saso        | 1 822 486 $ |           |
| 10   | Xiyu Lin         | 1 763 385 $ |           |
| 11   | Angel Yin        | 1 660 716 $ |           |
| 12   | Minjee Lee       | 1 650 716 $ |           |
| 13   | Ayaka Furue      | 1 637 334 $ |           |
| 14   | Brooke Henderson | 1 609 841 $ |           |
| 15   | Haeran Ryu       | 1 555 010 $ |           |

### Trophée Vare («Vare Trophy»)
Le tableau ci-dessous est le classement des golfeuses par scores les plus bas sur cette saison 2023.
| Cla. | Golfeuses        | Moyenne |
| ---- | ---------------- | ------- |
| 1    | Atthaya Thitikul |         |